# إتش. إتش. هوليس
إتش. إتش. هوليس (بالإنجليزية: H. H. Hollis)‏ (7 أكتوبر 1921 - 1977)؛ روائي أمريكي.